# Torrent d'en Barberà
El Torrent d'en Barberà o Torrent de na Bàrbara és un torrent de Mallorca que neix a Esporles, entra dins el terme municipal de Palma per la possessió de Sarrià, prop d'Establiments, i desemboca al Portitxol, vora el Molinar.
El seu recorregut és de 18 km i la seva conca ocupa 32 km². Corre per la Carretera de Valldemossa passa per sota de Son Sardina fins a arribar al camí dels Reis prop de la carretera de Sóller, travessa els polígons de Son Rossinyol, el camí de Bunyola i entra a la barriada de Rafal Vell, travessa la carretera de Sineu i la carretera de Manacor a l'altura de Son Güells i desemboca al Portitxol, a la badia de Palma.

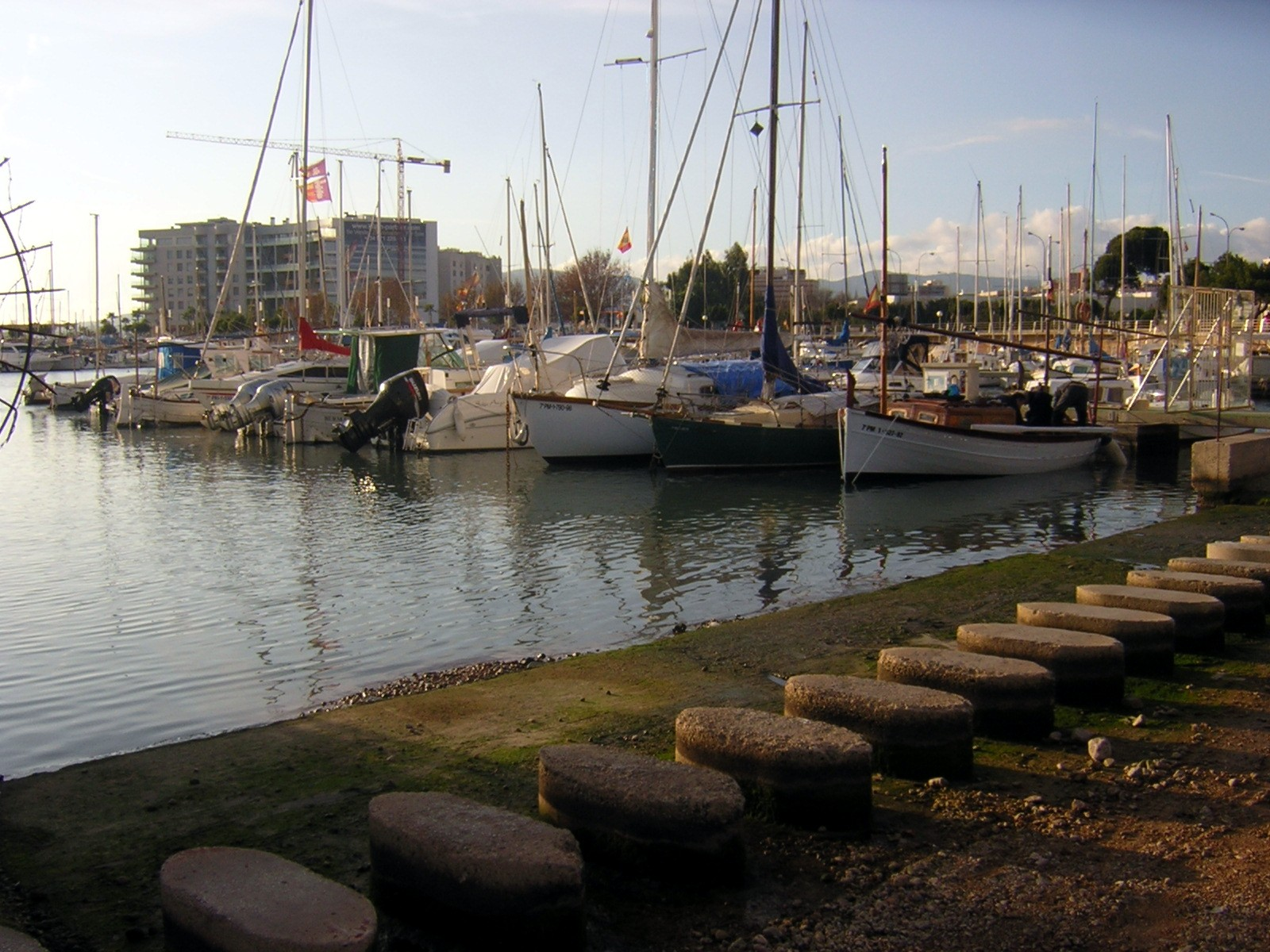
Desembocadora del Torrent d'en Barbarà a Es Portitxol